# Панчавски водопад
Панчавски водопад (на чешки: Pančavský vodopád; на немски: Pantschefall) е водопад на река Панчава, в планина Кърконоше, Чехия.
Височината на водния пад е 148 метра.